# Кремінь-2
«Кремінь-2» — український футбольний клуб, фарм-клуб кременчуцького «Кременя». В сезонах 2022/23 і 2023/24 виступав у Другій лізі чемпіонату України. Домашні матчі проводив на стадіоні «Кремень-Арена» ім. О. Бабаєва.

## Історія
Резервна команда «Кременя» виступала переважно у турнірах місцевого рівня, в 2000 році стала срібним призером чемпіонату Полтавської області. В 1999 резервісти кременчужан вперше взяли участь в аматорському чемпіонаті України, однак стали останніми у своїй групі, здобувши одну перемогу в 10 матчах. У сезоні 2019/20 молодіжна команда клубу, під назвою «Кремінь-Юніор», знову брала участь у чемпіонаті України серед аматорів, проте знову стала останньою у турнірній таблиці своєї групи.
У 2021 році команда знову була заявлена для участі у чемпіонаті Полтавської області. Вже через рік «Кремінь-2» був включений до складу учасників другої ліги чемпіонату України. Дебютну гру на професійному рівні резервісти «Кременя» провели 5 вересня 2022 року, на виїзді поступившись миколаївському «Васту» з рахунком 5:0.

## Досягнення
- Віце-чемпіон Полтавської області: 2000